# ニッコロ・マキャヴェッリ
- マキァヴェリ
- マキァヴェッリ
- マキャヴェリ
- マキャヴェッリ
- マキャベリ

ニッコロ・マキャヴェッリ（イタリア語: Niccolò Machiavelli, 1469年5月3日 - 1527年6月21日）は、イタリア、ルネサンス期の政治思想家、フィレンツェ共和国の外交官。
著書に『君主論』、『ティトゥス・リウィウスの最初の十巻についての論考（ディスコルシ）』、『戦術論』がある。理想主義的な思想の強いルネサンス期に、政治は宗教・道徳から切り離して考えるべきであるという現実主義的な政治理論を創始した。日本語では「マキャヴェリ」「マキャベリ」「マキァヴェリ」「マキァヴェッリ」など様々な表記が見られる。

## 生涯
1469年、貴族であり法律家の父ベルナルド・ディ・ニッコロ・マキャヴェッリとその妻バルトロメーア・ディ・ステーファノ・ネッリの3人目の子として生まれた。マキャヴェッリ家はフィレンツェ共和国の要職を幾人か輩出した名家であり、一説にはトスカーナの旧侯爵家の子孫であるともされる。父ベルナルドは弁護士で年収は110フィオリーノ。貧しい階級のものではないが、絶対に裕福な家庭の者でもなかった。いわゆる中流ではあるが、マキャヴェッリ本人は「私は貧しく生まれた。だから、楽しむより先に、苦労することを覚えた」と後年記している。マキャヴェッリは他の兄弟たちと共に父母の愛情に包まれ、上流階級の必須教養であったローマ・ギリシャ古典やラテン語等を学んで育った。その青少年期は、大ロレンツォによる独裁、大ロレンツォ死後に発生したメディチ家追放（1494年）、サヴォナローラの神政とその失脚・処刑（1498年）等、フィレンツェ共和国の激動期に重なる。
1498年5月18日、マキャヴェッリはピエロ・ソデリーニ政権下の第2書記局官に選出され、すぐに書記長となった。マキャヴェッリが属した第2書記局は内政・軍政を所轄し、自身が各国との交渉に関わることも多い。同年7月14日、「自由と平和のための十人委員会」秘書官に任命される。ほぼ同時期に統領秘書官にも任命される。1499年5月頃、『ピサ問題に関する論考』を書く。かつてのピサ共和国はイタリアの四大海洋共和国の一角を成す存在であり、海を持たないフィレンツェにとっては、ピサの港が自由につかえることが必要であり、ピサがコントロール下から離れたことが問題となっていた。この難題に対し、マキャベリは論考を書物にして4ページ半の小文に、簡潔明瞭にまとめた。「もしも、フィレンツェが自由でありたいと望めば、ピサは再領有は実現されるべきである」と冒頭で述べ、さらに包囲戦のあり方から、攻撃拠点に配置する兵の数をまで拠点ごとに論じている。
1499年6月、フィレンツェ共和国はチッタ・ディ・カステッロ領主にして傭兵隊長であるパオロ・ヴィテッリをフィレンツェ共和国軍最高司令官に任命し、ピサに軍事侵攻を開始した。十人委員会は悪評高く、選挙さえ行われていなかったため有名無実化しており、その中でマキャヴェッリは統領と官僚に直接指揮をあおぎ、仕事をこなしていた。8月16日には、砲撃でピサ市壁を24メートルにわたって破壊し、8月10日に市壁を守る砦の一つを陥落させる。しかし、再領有目前になったこの時期に最高司令官ヴィテッリが自分の率いる傭兵団を撤退させ、他の傭兵隊長たちも軍事行動を中断した。マラリアで倒れた兵が出たことを期に、9月14日に完全撤退した。市街戦での兵力消耗を嫌った傭兵隊長らしい行動の結果の崩壊であった。9月29日、ヴィテッリは逮捕される。罪状は、反逆罪、理由なき戦線離脱、ピサ防衛についていた敵側傭兵隊長を逃したことの3点である。10月1日、ヴィテッリは処刑された。10月15日、フィレンツェ共和国は、9月11日にミラノを占拠したフランス王ルイ12世と同盟を結ぶ。フィレンツェは、フランス王がナポリ攻略に必要な5千人のスイス傭兵と5百の騎兵を金で準備し、代わりにフランス王はナポリ攻略前に、フィレンツェにピサ攻略のためにスイス傭兵5千人を貸し与えるという内容だった。
1500年ピサ戦役にマキャヴェッリはフィレンツェ軍顧問の副官として参加した。集結地点パルマにきたフランス王の兵は、スイス兵4千人とガスコーニュ兵2千人であった（協約違反）。いざ進軍となったときには、フランスからの援軍はいうことを聞かず、まっすぐ南下すればピサのところ、東南に進路を取り、フランス王が関心のある地域であったボローニャ、ミランドラ、コッレッジョ、カルピと、2ヶ月にわたり軍事パレードをする示威行為に付き合わされた。6月22日、ピサに到着するが、フランス兵は周辺一帯の略奪に明け暮れる。フランス王の「助力」を信頼し、フランスとの協約で支払う費用が多額だったため、イタリア人傭兵を全員解雇して臨んだ戦役だったため歯止めが効かず、戦場ではフランス兵のいうがままであった。フランス軍はピサ市壁を破壊するものの、市内への侵攻を拒否したあげく、フィレンツェ顧問アルビッツを拉致して身代金を要求するなど惨状を極めた。そんな中、マキャヴェッリはフランス軍との交渉役や、本国との連絡役となる傍ら、十人委員会の名で顧問に訓令を書き、また顧問の名で十人委員会への報告書を書くなど多忙な日々を送った。ガスコーニュ兵がまず引き上げ、7月9日スイス兵も引き払い、ピサ領有は水泡と化した。
後年のマキャヴェッリの「自国の軍を持つ必要性」や他人の褌で相撲を取ることを考えてはならないという主張は、この年の経験に基づくとされる。ピサ戦役の失敗は、フィレンツェ共和国に多大な費用の空費をさせただけでなく、フランス兵の略奪によりピサ周辺の親フィレンツェ地域にまで恨みを買い、フランス王にいいようにあしらわれたことで、権威の失墜を招いた。また、フランス王は一方的に同盟の破棄を宣言し、マキャヴェッリは王の後を追って、共和国政府の副使として弁明のためにフランスまで行くことになる。
このようにマキャヴェッリは、実際に軍事行動の立案から実行まで関わり、また外国にもたびたび派遣されることもあった。マキャヴェッリは見聞きした各国為政者や古典から学んだ歴史上の人物の中から、権謀術数に長けた教皇軍総司令官チェーザレ・ボルジアに理想の君主像を見出すようになった。
マキャヴェッリは自らの経験と考察から、国の根源は傭兵に拠らない軍事力にあると確信し、国民軍の創設を計画した。貴族や富裕層の中には国民軍創設に反対する者もいたが、その企画は実現する。国民軍は期待された成果を挙げることなく、ソデリーニ政権は1512年、メディチ家のフィレンツェ復権を後押しするハプスブルク家スペインの前に屈服し、マキャヴェッリは第2書記局長の職を解かれた。
1513年2月、ジョヴァンニ・デ・メディチ新政権下起こったボスコリ事件に加わった容疑で、マキャヴェッリは指名手配され、2月19日自ら出頭して逮捕された。マキャヴェッリは地下牢で、縄で吊るされるという拷問を6回受けた。3月11日にジョヴァンニ・デ・メディチが教皇に選出されたことにより、大赦で（3月11日もしくは12日に）釈放された。しかし保釈金的なものは発生しており、マキャヴェッリの年収の10年分にあたる金額を友人3人に借りて支払っている。
所有地からのあがりだけで悠々自適でいられる身分になかったマキャヴェッリにとって、財産はフィレンツェ市内の家とサンタンドレアにある山荘だけであった。当時フィレンツェ近郊の山荘では、小麦と衣服以外は自給自足できるのが一般的であり、それがあってか、マキャヴェッリは葡萄やオリーブの収穫時期ぐらいにしか行かなかった山荘に、家族7人（本人・妻・子供5人）で移り住む。
43歳にして隠遁生活に入らざるをえなかったマキャヴェッリは、昼間は農業に勤しんだり、近くの庶民と交わり賭け事等をして時を過ごし、日が落ちると読書、執筆三昧の日々を送った。当時の生活ぶりは、1513年12月10日に、ローマ法王庁にフィレンツェ政府より大使として赴任していた、親友のフランチェスコ・ヴェットーリへの一通の手紙から窺える。イタリア文学史上、最も有名で美しい手紙の一つとされているが、夜になると官服に着替えて『君主論』と題した小論文をまとめていることを述べている。
執筆活動は政治・歴史・軍事から劇作までに及び、喜劇は大好評を博して著作家としての名声を得た。
マキャヴェッリは、「私は我が魂よりも、我が祖国を愛する」と友人であるフランチェスコ・ヴェットーリ宛の書簡に記したように愛国者を自認しており、いつでもフィレンツェのために役立ちたいと公言していた。元来、陽気でお喋りで、飲む・打つ・買うが大好き、また良き夫、良き父親、仕事好きでめげないマキャヴェッリは、独裁的なメディチ家が君臨する新政権下への就職活動を模索するようになった。
マキャヴェッリは共和制支持派と見られていたので、かつての同僚や彼に批判的な人の中には、メディチ政権への猟官運動を冷淡に見る者もいた。新たにフィレンツェの支配者となったジョヴァンニ・デ・メディチ、またその後任者ジュリアーノ・デ・メディチの方でも、長く前政権下の政務に携わったマキャヴェッリを用いることはしなかった。
1516年に死去したジュリアーノ・デ・メディチの後任にロレンツォ・デ・メディチが就任すると、マキャヴェッリに謁見の機会が与えられた。謁見の場でマキャヴェッリがロレンツォ・デ・メディチに献上したのが『君主論』である。ロレンツォ・デ・メディチに献上された本『君主論』には、君主たるものがいかにして権力を維持し政治を安定させるか、という政治手法が書き記されている。
マキャヴェッリの理論は「フォルトゥーナ」（Fortuna, 運命）と「ヴィルトゥ」（Virtù, 技量）という概念を用い、君主にはフォルトゥーナを引き寄せるだけのヴィルトゥが必要であると述べた。『リウィウス論』では古代ローマ史を例にとり、偉大な国家を形成するための数々の原則が打ち立てられている。全てにおいて目的と手段の分離を説いていることが著作当時において新たな点であった。共和主義者のマキャヴェッリであったが、スペインとフランスがイタリアを舞台にして戦うイタリア戦争に衝撃を受けた。彼が体験した挫折感と、独立を願って止まない情熱の存在があったからこそ、『君主論』が生まれたといわれる。マキャヴェッリは『君主論』の中で、混乱するイタリアにあって国を治めるために、自国軍創設や深謀遠慮の重要性を故事を引き合いに出して説いている。理想の君主チェーザレ・ボルジアを例示して、イタリア半島統一を実現しうる君主像を論じた。
チェーザレ・ボルジア失脚当時には、マキャヴェッリも「かつての公爵とは千年の隔たりを感じる」と冷たい評価を下しながらも、『君主論』26章では、チェーザレについて次のような言葉を残す。「今までに、ある人物の中に、神がイタリアの贖罪をあがなうよう命じられでもしたかのような、ひとすじの光が射したことがあった。だが、残念なことにこの人物は、その活動の絶頂期に運に見放されてしまったのである」。そしてそれに続く言葉は、「こうして息絶えだえのイタリアは、今自らの傷を癒してくれる人を望んでいる」であり、とどめにメディチ家に対して「今日、ご尊家がこの贖罪行動の先頭に立つ他に、イタリアの期待に応えられる人がどこにあろうか」と激励を送った。
1520年、マキャヴェッリ理論の傾倒者が多く、首謀者に含まれた反メディチの陰謀オルティ・オリチェラーリ事件が発生したが、ロレンツォの後任者ジュリオ・デ・メディチ(後のクレメンス7世)は、マキャヴェッリの事件への関与を一切問うことをしなかったばかりか、著作家として才能を開花させていたマキャヴェッリに『フィレンツェ史』の執筆を依頼した。
このようにメディチ家政権下で顧問的に用いられるようになったマキャヴェッリだったが、1527年5月6日に発生したローマ略奪でメディチ家がフィレンツェから追放されると、マキャヴェッリもまた政権から追放されるはめになった。一貫した共和制支持派からは「メディチ家に擦り寄った裏切り者」、ある者からは「目的のためには手段を選ばない狡猾者」と非難され、失意のうちに病を得て翌月に急死した。

## 軍事理論

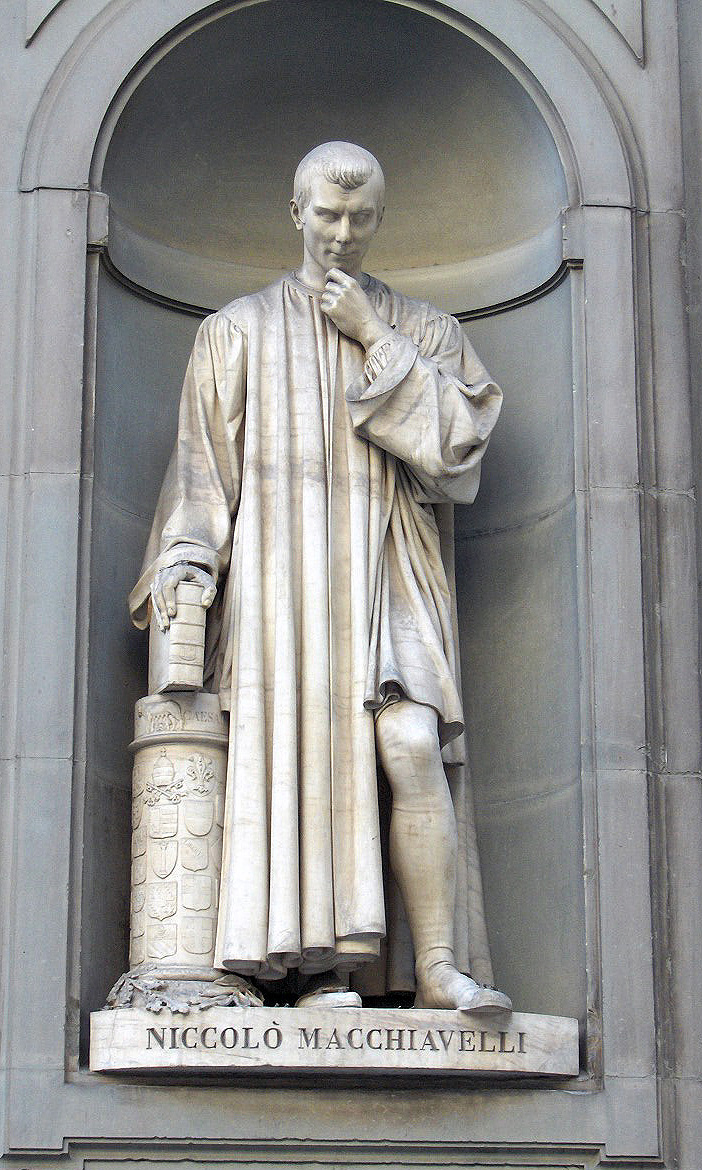
ウフィツィ美術館にあるマキャヴェッリ像

マキャヴェッリはその軍事思想を『君主論』、また『政略論』や『戦術論』に記している。その特徴として以下のことが挙げられる。
1. 軍事力の重要性を論じている。『君主論』において君主に必要なものとして法律とともに軍備が挙げられている。また傭兵軍ではなく常備軍の編制を重視し、また騎兵ではなく歩兵の有効性を論じてもいる。
2. 軍事訓練の重要性を論じている。マキャヴェッリは軍事訓練を錬度に合わせて段階的に実施することを述べており、第1段階に整列の動作の訓練、第2段階に整列行進の動作の訓練、第3段階に戦闘訓練、第4段階に信号や命令伝達の教育としている。
3. 司令官の軍事的統率能力の重要性を論じている。これは統率論として軍隊の団結に司令官の統率力が直結すると述べられており、血筋や権威ではなく、勇敢や善行がこの統率力を強化すると考えている。また演説の能力も求められるとしている。

フィレンツェ共和国はピサに攻勢を仕掛け、ピサを包囲したが、ピサ側はアルノ川の舟運を使って海から物資を運び入れた。軍事にも関心のあったレオナルド・ダ・ヴィンチは、アルノ川の流路を迂回させピサを経由しないようにする作戦を立案した。副官として従軍していたマキャヴェリは、ダ・ヴィンチの案を採用し、1504年から工事に取り掛からせたが、当時の土木技術には限界があり、アルノ川の流路変更工事は失敗に終わった。

## 年表
- 1469年：フィレンツェに生まれる。
- 1498年：フィレンツェ共和国政府の第2書記局長になる（1512年まで）。また「自由と平和のための十人委員会」秘書官、統領秘書官も兼任。
- 1499年：十人委員会秘書官として多忙を極める。
- 1500年：フィレンツェ軍顧問の副官として、フランス王配下の兵を借りてピサ戦役に参加。戦役失敗によりフランス王が一方的に同盟破棄。弁明のための使節副官としてフランスへ赴く。
- 1502年：教皇軍のチェーザレ・ボルジアがウルビーノを征服（フィレンツェはフランスに支援を要請）。使節としてチェーザレと交渉し、和議を結ぶ。
- 1503年：（教皇アレクサンデル6世死去、チェーザレ失脚）。
- 1504年：市民兵の創設を主張。
- 1506年：市民兵の軍部秘書になる。コンタード（イタリア語版）の農民を徴兵。
- 1511年：（教皇ユリウス2世が神聖同盟でフランスに対抗）。フランスに使節として赴く。
- 1512年：市民兵はスペイン軍に敗退。メディチ家のフィレンツェ復帰に伴い、失職。『リヴィウス論』に着手。
- 1513年：反メディチ陰謀の容疑（ボスコリ事件）で拘束され拷問を受けるが、まもなく釈放。『君主論』を脱稿。
- 1520年：ジュリオ・デ・メディチ（後の教皇クレメンス7世）の依頼で『フィレンツェ史（イタリア語版、英語版）』の執筆を始める（1525年まで 未完）。
- 1527年：（ローマ略奪の報がフィレンツェに伝わりメディチ家再追放）。死去。

## 主な著作

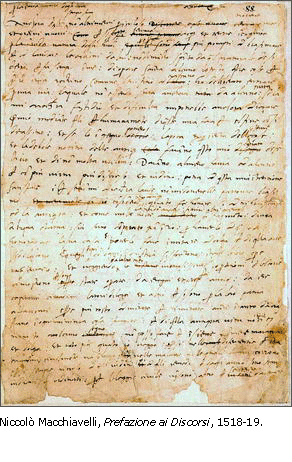
1518年に発刊された「ディスコルシ」

### 政治・歴史学的著作
- ピサ攻囲論（英語版）（Discorso sopra le cose di Pisa） (1499年)
- キアーナ渓谷地方の反徒の処遇策について（英語版）（Del modo di trattare i popoli della Valdichiana ribellati） (1502年)
- Descrizione del modo tenuto dal Duca Valentino nello ammazzare Vitellozzo Vitelli, Oliverotto da Fermo, il Signor Pagolo e il duca di Gravina Orsini (1502)
- Discorso sopra la provisione del danaro (1502年)
- Ritratti delle cose di Francia (1510年)
- Ritracto delle cose della Magna (1508年–1512年)
- 君主論 （Il Principe）(1513年、没後の1532年刊行）)
- ティトゥス・リウィウスの最初の十巻についての論考（Discorsi Sopra La Prima Deca Di Tito Livio） (1517年)リウィウス論、ローマ史論、ディスコルシ、政略論 とも称される
- 戦術論 (Dell'arte della guerra) (1519年–1520年)
- en:Discorso sopra il riformare lo stato di Firenze (1520年)
- Sommario delle cose della citta di Lucca (1520年)
- カストルッチョ・カストラカーニ伝（英語版）（Vita di Castruccio Castracani）(1520年)
- フィレンツェ史（イタリア語版、英語版） (Istorie fiorentine)(1520年–1525年)

### 戯曲等 フィクション
マキャベリには政治学関係の著作のほかにも、戯曲や詩、小説を著した。
- Decennale primo (1506年) – 三韻句法の詩
- en:Decennale secondo (1509年) – 詩
- Andria(1517年)
- マンドラゴラ (La mandragola)(1518年) – 戯曲
- クリツィア（英語版）(Clizia) (1525年) – 戯曲
- 大悪魔ベルファゴール（英語版）(Belfagor arcidiavolo) (1515年) – 小説
- Asino d'oro(1517年)
- Frammenti storici (1525年)

## 主な訳書
- 君主論 （Il Principe, 没後の1532年刊行）
  - 『君主論』（河島英昭訳、岩波文庫、1998年、ワイド版2001年）
  - 『君主論』（池田廉訳、中公文庫、改版2002年、新版2018年）。他に「全集1」
  - 『君主』（永江良一訳。英訳版からの重訳）

- ティトゥス・リウィウスの最初の十巻についての論考（Discorsi Sopra La Prima Deca Di Tito Livio）
  - リウィウス論、ローマ史論、ディスコルシ、政略論 とも称される
  - 『ディスコルシ 「ローマ史」論 』（永井三明訳、ちくま学芸文庫（改訳版）、2011年）。元版は「全集2」

- 戦術論 (Dell'arte della guerra)
  - 『戦争の技術』（服部文彦訳、ちくま学芸文庫、2012年）。元版は「全集1」
  - 『マキアヴェッリ　戦略論大系13』石黒盛久訳・編著、戦略研究学会編（芙蓉書房出版、2011年）

- フィレンツェ史 (Istorie fiorentine)
  - 「フィレンツェ史」（齊藤寛海訳、岩波文庫（上下）、2012年）
  - 「フィレンツェ史」（米山喜晟・在里寛司訳、ちくま学芸文庫（上下）、2018年）。 元版は「全集3」

- 戯曲 マンドラゴラ (La mandragola)
  - 脇功訳（「全集4」に収録、筑摩書房、1999年）

- 『マキァヴェッリ全集』（全6巻+補巻、筑摩書房、1998年-2002年）。全著作を訳注

## 影響
マキャベリの思想は、後世に巨大な影響を与えた。『君主論』は政治学における古典的な名著となっており、国際関係論における政治的リアリズムの先駆的論者として知られ、また共和主義思想の源流の一つともされる。マキャベリの政治思想はマキャベリズムと称されるようになり、転じて目的のためには手段を選ばず権謀術数の限りを尽くすやり方のこともマキャベリズムと呼ぶようになった。

## 評価
日本の倫理学者で東京高等師範学校教授・東京帝国大学助教授の友枝高彦（1876 - 1957）は、「正義といい人類愛といい、人類の間の最も望ましい美徳であることは、昔から宗教でも道徳の方でも高調されているところである。…この事実に対する解説として自然性論というべき一派がある。それは人類は本来利己的であって同胞と協同するも親和するも畢竟利己の為に外ならないようにいうのである。…人類は互いに狼であるとホッブスのいったのは、全く利己的見地から解釈するのであって、国際間には道徳なく、ただ欺瞞、暴力あるのみと考えたマキャベリも同じ考であるといわねばならぬ」としてマキャベリの論を否定した。